# Betsy Bakker-Nort
Bertha (Betsy) Bakker-Nort (Groningen, 8 mei 1874 – Utrecht, 23 mei 1946) was een Nederlands feministe, juriste en politica namens de Vrijzinnig-Democratische Bond (VDB). Mede dankzij haar inspanningen werd in 1919 het Vrouwenkiesrecht ingevoerd.

## Jeugd
Betsy Nort groeide op in Groningen, als jongste van vier dochters in het seculier-Joodse gezin van Joseph Isaäc Nort en Wilhelmina van der Wijk. Haar vader was koopman in manufacturen en stierf toen zij zes jaar oud was. Haar jeugd tussen vrouwen was van grote invloed op haar latere leven. Zo trof het haar dat haar moeder niet mocht stemmen voor de gemeenteraad en elke nog zoo domme man wel. Ze zou later afstand nemen van haar Joodse achtergrond, en was geen lid van Joodse vrouwenclubs of verenigingen zoals haar zussen.
Ze studeerde enige tijd Scandinavische talen in Denemarken en Zweden, en werd beëdigd vertaler. Tussen 1900 en 1911 vertaalde ze zo'n veertig boeken naar het Nederlands, waaronder De wonderen van den Antichrist van Selma Lagerlöf en Twijfel van Amalie Skram.

## Feminist
In 1895 raakte Nort betrokken bij de feministische beweging, en richtte in Groningen een afdeling van de Vereeniging voor Vrouwenkiesrecht (VvVK) op, onder meer geïnspireerd door de ervaringen die zij in Scandinavië had gehad. Ze raakte bevriend met de twintig jaar oudere Aletta Jacobs.
In 1904 trouwde zij met graanhandelaar Gerrit Pieter Bakker, ook een lid van de VvVK, en bleef actief feministe. Dit huwelijk zou kinderloos blijven. Na staatsexamen gymnasium-α te hebben gedaan, ging ze in 1908 als 34-jarige student rechtsgeleerdheid studeren aan de Rijksuniversiteit Groningen. In 1914 promoveerde ze op de rechtspositie van een getrouwde vrouw in Duitsland, Zwitserland, Engeland, Frankrijk en Nederland. De wettelijke huwelijksverhouding beschreef ze als tussen "een machthebber tegenover de aan zijn wil onderworpen huisgenoot." Na haar promotie ging ze als advocaat en procureur aan de slag in Groningen, tot ze in 1930 verhuisde en haar praktijk voortzette in Den Haag.

## Politiek
Tijdens de Eerste Wereldoorlog was Bakker-Nort onder meer voorzitter van het Arbeidsbureau voor Vrouwen en voorzitter van het Centraal Comité tot organiseren van de Vrouwen-Vredesgang.
In 1918 werd zij bestuurslid bij de progressief-liberale partij Vrijzinnig-Democratische Bond, en nadat in 1919 het actief vrouwenkiesrecht was ingevoerd, werd ze in 1922 namens de VDB in de Tweede Kamer der Staten-Generaal gekozen, feitelijk als 'opvolgster' van de in 1918 niet gekozen Aletta Jacobs. Daar zette ze zich in voor gelijke rechten voor vrouwen. Zo sprak ze in haar maidenspeech over de "schandalige huwelijkswetgeving", gezien het feit dat mannen binnen het huwelijk wettelijk de baas over hun echtgenotes waren: "’t Huwelijk berooft de vrouw van haar met groote offers verkregen zelfstandigheid en brengt haar terug in de staat van onmondigheid". Bijna haar gehele lidmaatschapsduur (tot 1942) was ze fractiesecretaris.

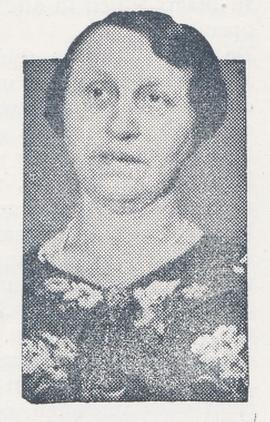
Betsy Bakker-Nort (1937)

Bakker-Nort trachtte onder meer (tevergeefs) via een initiatiefwetsvoorstel de belemmeringen voor vrouwen op te heffen om notaris te worden (ingetrokken in 1937). Een ander initiatiefvoorstel van haar hand, over het zusterpensioen (pensioen voor bij broer inwonende ongehuwde zuster) strandde in de Eerste Kamer in 1923. Ondanks de parlementaire tegenstand spande Bakker-Nort zich ook buiten de Tweede Kamer in om de handelingsonbekwaamheid van gehuwde vrouwen op te heffen. In 1926 werd zij voorzitter van het nieuw opgerichte Comitee voor eene gemeenschappelijke actie tot hervorming onzer huwelijkswetgeving. Bij deze organisatie sloten zich in totaal 22 vrouwenbewegingen aan. In de Kamer sprak ze onder meer over justitie, Binnenlandse Zaken, Financiën, de PTT, Onderwijs, Volksgezondheid en Sociale Zekerheid.
In de zomer van 1933 was zij in Londen betrokken bij het tegenproces, georganiseerd door gevluchte leden van de KPD, dat een ander beeld zou moeten geven van de Berlijnse Rijksdagbrand.

## Tweede Wereldoorlog
Na het uitbreken van de Tweede Wereldoorlog, en de daaropvolgende bezetting van Nederland door nazi-Duitsland in mei 1940 nam Bakker-Nort, immers van joodse afkomst, in januari 1942 noodgedwongen ontslag als parlementariër. Van december 1942 tot februari 1943 werd ze, net als vele andere Nederlandse joden, geïnterneerd in doorgangskamp Westerbork, en daarna met andere bevoorrechte joden overgebracht naar Kamp Barneveld. In april 1944 was ze een van de Barneveldse joden die werden getransporteerd naar Kamp Westerbork, en daarna in september 1944 naar concentratiekamp Theresiënstadt werden overgebracht. Bakker-Nort was een van de vierhonderd mensen die dit kamp overleefden, en keerde na de oorlog terug naar Nederland, waar ze in Utrecht ging wonen. Daar overleed ze in mei 1946.

## Onderscheiding
Op 31 augustus 1930 werd Bakker-Nort benoemd tot Ridder in de Orde van de Nederlandse Leeuw.